# Le sei mogli di Enrico VIII (miniserie televisiva)
Le sei mogli di Enrico VIII (The Six Wives of Henry VIII) è una miniserie televisiva inglese realizzata nel 1970 dalla BBC.

## Episodi

### Caterina d'Aragona
L'episodio comincia con Caterina d'Aragona che sposa Arthur, il quale poi muore. Quindi Caterina incontra grossi problemi in quanto è povera e gli accordi per sposare il Principe Enrico non sono chiari.
Quando Enrico VII muore, Enrico VIII sceglie Caterina come moglie secondo il desiderio espresso dal padre sul letto di morte, e si sposano. 

Dopo una breve scena in cui Caterina piange tra le braccia di Enrico la morte del figlio, il programma passa ad illustrare quanto avviene in seguito, con Enrico che si innamora di Anna Bolena. Quando Enrico dice che vuole chiedere il divorzio, Caterina ha il cuore infranto. Seguono diverse scene di corte in cui viene discusso l'annullamento. Infine a Caterina viene detto che Enrico ha intenzione di sposare Anna.
Caterina viene trasferita a casa del cardinale Thomas Wolsey e muore mentre María de Salinas è al suo fianco. L'episodio termina con Enrico che legge una lettera che lei gli ha scritto, quindi straccia la lettera e assume la stessa posa dominante che ha nel ritratto di Hans Holbein.

### Anna Bolena
L'episodio è incentrato sulla caduta di Anna, causata dalla nascita non di un erede maschio ma di una femmina, la principessa Elisabetta e dal crescente interesse del re per la dama di corte Jane Seymour. 

Thomas Cromwell fabbrica le prove dell'adulterio della regina, compresa l'accusa di avere avuto rapporti incestuosi col fratello. Anna viene processata per alto tradimento e poi decapitata.

### Jane Seymour
Questo episodio comincia con Jane che dà alla luce il Principe Edoardo. Al battesimo del figlio Jane si sente male e sul letto di morte ripercorre, come in un sogno provocato dalla febbre, tutta la sua vita. Ricorda come Enrico si sia innamorato di lei e come i suoi parenti abbiano tramato per provocare la caduta di Anna Bolena.
Poco dopo l'esecuzione di Anna, Enrico e Jane si sposano. Durante il suo breve periodo da regina, Jane cercò con successo di riconciliare la principessa Maria con Enrico.
La sua gravidanza è piena di sensi di colpa. È tormentata dal fatto che la precedente regina fosse innocente e vittima di falsi testimoni.
Poco dopo aver dato alla luce il principe Edoardo, Jane si ammala e ciò rende l'episodio circolare.
Jane muore, e nell'ultima immagine la si vede nella bara, vestita come una regina, mentre Enrico viene consolato dalla figlia Maria.

### Anna di Cleves
Enrico incontra Thomas Cromwell, che gli dice che l'alleanza con la Germania è assolutamente necessaria e che egli dovrebbe quindi sposare una delle sorelle del Duca di Cleves, Anna o Amelia.
Enrico decide di mandare Hans Holbein a fare il ritratto alle due ragazze, e sceglie Anna perché più bella. Quando Anna raggiunge l'Inghilterra per sposare Enrico, egli pensa di sorprenderla, travestendosi per poterla vedere senza farsi riconoscere. Quando però egli arriva, Anna non è vestita in modo adeguato e rimane scioccata nell'apprendere chi egli sia in realtà. Da parte sua, Enrico rimane deluso perché Anna non è bella come nel ritratto.
Si sposano, ma il matrimonio non viene consumato. La politica entra in scena quando Thomas Howard, Duca di Norfolk, intende pianificare la caduta di Cromwell basandosi sull'infatuazione di Enrico per la sua giovane nipote Caterina. Cromwell sa di essere condannato e Anna capisce che il suo matrimonio è ormai alla fine. Essa perciò dice ad Enrico che deve ascoltare le sue condizioni: egli dovrà darle una casa, e consentirle di vedere i figli di lui, che ella ama. Anna gli suggerisce anche di chiamarla "sorella", e gli fa notare che, dal momento che il matrimonio non è stato consumato, sarà più facile ottenere l'annullamento rispetto al divorzio. Enrico, deliziato dall'idea, la saluta con un "Buonanotte, mia cara sorella" e l'episodio termina con il viso rattristato di Anna.

### Caterina Howard
L'episodio inizia con il Duca di Norfolk, che fa visita alla madre per vedere se una delle nipoti potrebbe sposare il re. La sua ambizione è chiara: egli vuole che un Howard sieda sul trono d'Inghilterra. facciamo così la conoscenza con Caterina Howard, una ragazza vanitosa ed egoista, che confida alla sua compagna di stanza di avere avuto un flirt romantico con un giovane chiamato Francis Dereham.
Quando lo zio la informa che è destinata a diventare la prossima regina d'Inghilterra, Caterina si dice preoccupata a causa di quanto è accaduto a sua cugina, Anna Bolena. Lo zio tuttavia la rassicura dicendole che, se ascolterà i suoi consigli, tutto andrà per il meglio. Egli è preoccupato perché Caterina non è più vergine, tuttavia Caterina lo rassicura, mentendo, dicendogli di esserlo.
Caterina viene quindi condotta a conoscere il re. Re Enrico, già ammalato di verruche alla coscia, è immediatamente affascinato da quella bella ragazza. Da parte sua, Caterina lo cura e flirta con lui, e i sogni del Duca sembrano vicini a realizzarsi. Il re decide di sposarla, ma la prima notte di nozze l'impotenza di Enrico ostacola la consumazione del matrimonio. Un altro ostacolo è rappresentato dal giovane Dereham, che ricatta la regina minacciando di rivelare la loro relazione dell'estate precedente.
Intanto Howard insiste perché Caterina riesca, in qualunque modo, a concepire un maschio. Caterina perciò inizia una relazione con Thomas Culpepper, giovane e affascinante aiutante personale di Enrico. Ma i mesi passano, Caterina non rimane incinta e la corte viene a conoscenza della sua relazione extra-coniugale. Howard allora decide di sottrarre sua nipote al re prima che lo facciano i suoi nemici. Culpepper e Dereham vengono imprigionati nella Torre di Londra, ma Howard perde il favore del re.
Caterina viene arrestata. Chiede di vedere il re, ma le viene negato. Imprigionata a sua volta nella Torre, Caterina si esercita a mettere la testa sul ceppo, sapendo che presto verrà condannata a morte.

### Caterina Parr
Ammalato e ormai decisamente sovrappeso, Enrico si rivolge alla due volte vedova Caterina Parr perché diventi sia la sua  infermiera e compagna sia sua moglie. La sua onestà e la sua intelligenza la rendono cara al re, ma le sue opinioni sulla religione provocano la rabbia del re ormai anziano e infermo. Mentre si spargono voci di ordini di arresto e di accuse di eresia, Caterina potrà sopravvivere?

## Opere derivate
Il successo della miniserie TV portò alla realizzazione nel 1973 di un film intitolato Tutte le donne del re sempre con Keith Michell nel ruolo di Enrico VIII.
Ne fu realizzato anche un sequel: Elisabetta Regina con Glenda Jackson nel ruolo di Elisabetta I. In Italia fu trasmesso prima lo sceneggiato su Elisabetta, nella primavera del 1973, seguito soltanto due anni dopo, nell'autunno del 1975, da Le sei mogli di Enrico VIII.
C'è anche un prequel: The Shadow of the Tower con James Maxwell nel ruolo di Enrico VII.